# Street Poetry
Street Poetry è l'ottavo album degli Hanoi Rocks, uscito il 3 settembre 2007 per l'Etichetta discografica Demolition Records.

## Tracce
1. Hypermobile (Bloom, McCoy, Monroe) 4:05
2. Street Poetry (McCoy, Monroe) 3:57
3. Fashion (McCoy, Monroe) 3:16
4. Highwired (McCoy, Monroe) 3:28
5. Power of Persuasion (Bloom, McCoy, Monroe) 4:16
6. Teenage Revolution (McCoy, Monroe) 3:36
7. Worth Your Weight in Gold (McCoy, Monroe) 3:33
8. Transcendental Groove (McCoy, Monroe) 3:03
9. This One's for Rock'n'roll (McCoy, Monroe)	3:44
10. Powertrip (Bloom, McCoy, Monroe) 2:38
11. Walkin' Away (Alimo, Bloom, McCoy, Monroe) 3:56
12. Tootin' Star (Bloom, Christell, McCoy, Monroe) 2:40
13. Fumblefoot and Busy Bee (Bloom, McCoy) 2:04

## Formazione
- Michael Monroe - voce, sassofono, armonica, chitarra, tastiere, percussioni
- Andy McCoy - Chitarra Solista, cori
- Conny Bloom - chitarra, cori
- Andy Christell - basso, cori
- Lacu - batteria, percussioni